# Balanophora fargesii
Balanophora fargesii är en tvåhjärtbladig växtart som först beskrevs av Philippe Édouard van Tieghem, och fick sitt nu gällande namn av Hermann August Theodor Harms. Balanophora fargesii ingår i släktet Balanophora och familjen Balanophoraceae. Inga underarter finns listade i Catalogue of Life.